# Babesia canis

Ciclo de vida de Babesia canis.

Babesia canis es un parásito que se desarrolla dentro de los eritrocitos del perro. La forma infecciosa, el esporozoito se transmite por la saliva de las garrapatas del (género Ixodes y Rhipicephalus). El esporozoito penetra en los eritrocitos por invaginación de la membrana del huésped y sufre una o dos divisiones asexual para producir los merozoitos. Estos son fácilmente identificables con un microscopio óptico, con o sin coloración, bajo la forma de inclusiones piriformes (en forma de pera).
Babesia canis es responsable de la babesiosis, que se manifiesta como una enfermedad hemolítica febril y en ocasiones fatal. Un signo clínico a menudo evocador, pero relativamente tardío, es la presencia de una hemoglobinuria masiva.
Existe un tratamiento específico eficaz cuando se administra precozmente: el imidocarb.
La prevención de la enfermedad pasa por la lucha contra las garrapatas (control de plagas externas) y una vacuna específica, cuya eficacia, aunque imperfecta, es motivo de controversia.